# Tony Burgess

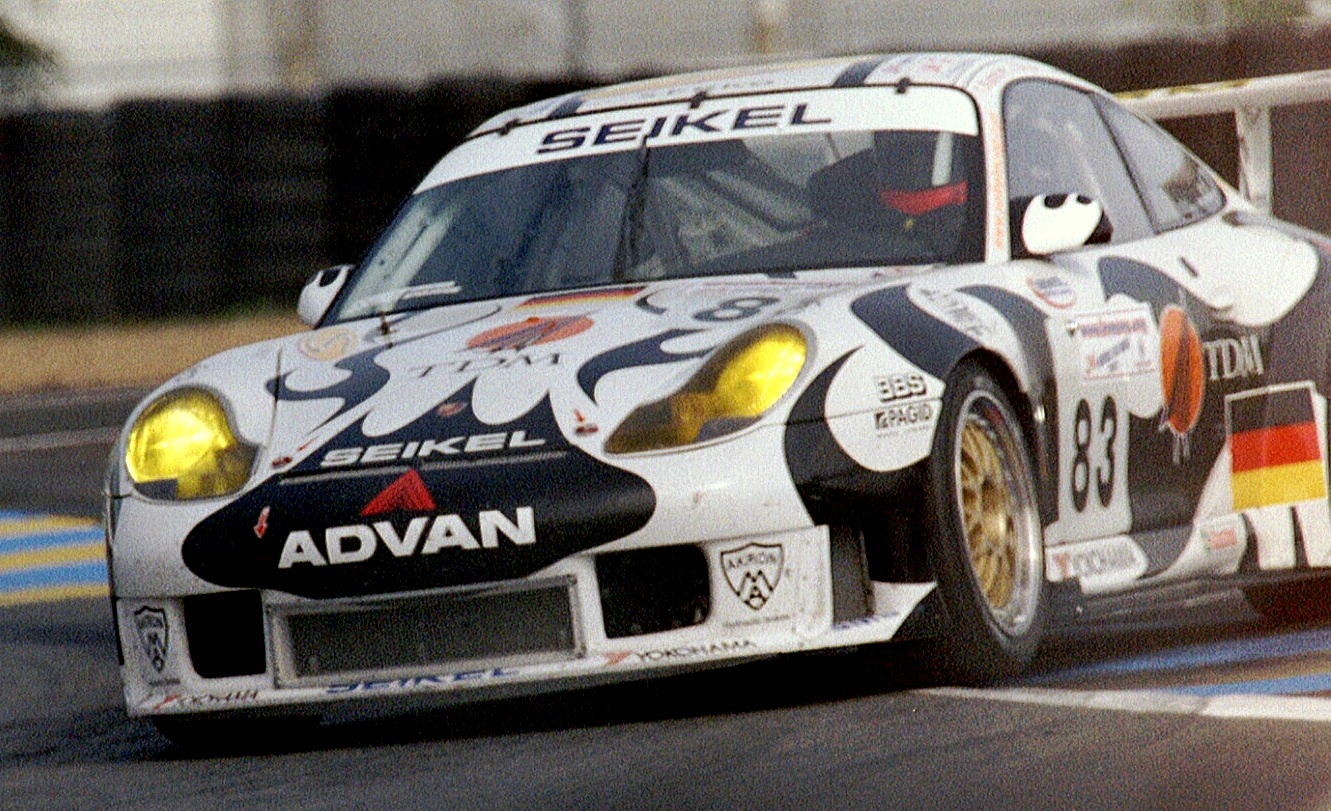
Der Porsche 911 GT3-R von Tony Burgess, Andrew Bagnall und David Shep beim 24-Stunden-Rennen von Le Mans 2003

Anthony „Tony“ Burgess (* 22. August 1955 in Toronto) ist ein ehemaliger kanadischer Autorennfahrer.

## Karriere als Rennfahrer
Tony Burgess war ab 1997 viele Jahre im Sportwagensport aktiv. Er war regelmäßiger Starter in der Grand-Am Sports Car- und der American Le Mans Series. Die American Le Mans Series 2013 beendete er als Gesamtdritter. Burgess startete mehrmals beim 24-Stunden-Rennen von Le Mans und dem 12-Stunden-Rennen von Sebring gemeldet. In Le Mans war die beste Platzierung der 12. Endrang 2001. In Sebring konnte er sich nie klassieren.

## Statistik

### Le-Mans-Ergebnisse
| Jahr | Team                  | Fahrzeug           | Teamkollege      | Teamkollege       | Platzierung | Ausfallgrund     |
| ---- | --------------------- | ------------------ | ---------------- | ----------------- | ----------- | ---------------- |
| 2000 | Seikel Motorsport     | Porsche 911 GT3-R  | Michel Neugarten | Max Cohen-Olivar  | Rang 18     |                  |
| 2001 | Seikel Motorsport     | Porsche 911 GT3-R  | Andrew Bagnall   | Max Cohen-Olivar  | Rang 12     |                  |
| 2003 | Seikel Motorsport     | Porsche 911 GT3-R  | Andrew Bagnall   | David Shep        | Ausfall     | Kraftübertragung |
| 2004 | Seikel Motorsport     | Porsche 911 GT3-RS | Andrew Bagnall   | Philip Collin     | Rang 15     |                  |
| 2007 | Kruse Motorsport      | Pescarolo 01       | Norbert Siedler  | Jean de Pourtales | Ausfall     | Motorschaden     |
| 2010 | Michael Lewis Autocon | Lola B06/10        | Michael Lewis    | Bryan Willman     | Ausfall     | Getriebeschaden  |
| 2013 | HVM Status GP         | Lola B12/80        | Jonathan Hirschi | Johnny Mowlem     | Ausfall     | Unfall           |

### Sebring-Ergebnisse
| Jahr | Team                | Fahrzeug            | Teamkollege   | Teamkollege       | Platzierung | Ausfallgrund |
| ---- | ------------------- | ------------------- | ------------- | ----------------- | ----------- | ------------ |
| 2000 | Seikel Motorsport   | Porsche 911 GT3-R   | Philip Collin | Kurt Mathewson    | Ausfall     | Kühler       |
| 2001 | Seikel Motorsport   | Porsche 911 GT3-R   | Philip Collin | Andrew Bagnall    | Ausfall     | Aufhängung   |
| 2004 | Seikel Motorsport   | Porsche 911 GT3-RS  | Philip Collin | Grady Willingham  | Ausfall     | Motorschaden |
| 2005 | BAM!                | Porsche 996 GT3-RSR | Martin Jensen | Mike Rockenfeller | Ausfall     | Motorschaden |
| 2008 | Autocon Motorsports | Creation CA06/H     | Bryan Willman | Chris McMurry     | Ausfall     | Mechanik     |
| 2009 | Autocon Motorsports | Lola B06/10         | Bryan Willman | Chris McMurry     | Ausfall     | Elektrik     |

### Einzelergebnisse in der FIA-Langstrecken-Weltmeisterschaft
| Saison | Team          | Rennwagen   | 1   | 2   | 3   | 4   | 5   | 6   | 7   | 8   |
| ------ | ------------- | ----------- | --- | --- | --- | --- | --- | --- | --- | --- |
| 2013   | HVM Status GP | Lola B12/80 | SIL | SPA | LEM | SAO | AUS | FUJ | SHA | BAH |
| 2013   | HVM Status GP | Lola B12/80 | DNF |     |     |     |     |     |     |     |